# Політичний в'язень
Політичний в'язень — особа, що перебуває під вартою або відбуває покарання у вигляді позбавлення волі, а також спрямоване на примусове лікування, у справі якої є присутньою явна політична складова, наприклад, опозиція до чинної влади. Політичним в'язнем може бути як арештований за звинуваченням у діях політичного характеру, так і за іншими, часто сфальсифікованими, звинуваченнями.

## Загальний статус
Аж до закінчення Другої світової війни, як міжнародне, так і внутрішнє право багатьох держав припускали переслідування за політичними і релігійними мотивами. Прийнята при створенні ООН Загальна декларація прав людини визначила:

Кожна людина повинна мати всі права й всі свободи, проголошеними даною Декларацією, без якої б то не було різниці, як ось: щодо раси, кольору шкіри, статі, мови, релігії, політичних або інших переконань, національного або соціального походження, майнового, станового або іншого стану.
(Розділ 2.)

Таким чином, наявність переслідувань за політичними й іншими переконаннями стала суперечити міжнародному праву. Проте, у багатьох державах світу застосовуються різні репресивні заходи до осіб, що стали неугодними владі за своїми переконаннями або діями.

## Термінологія
У царській Росії статус політичного в'язня був визначений на державному рівні. Так, 6 квітня 1904 року міністром юстиції були затверджені «Правила щодо тримання у в'язницях цивільного відомства політичних арештантів». Дві революції 1917 зробили значний внесок у виправдання й звільнення одних категорій політичних в'язнів і створення нових.
Найпослідовніше позицію щодо політичних в'язнів відстоюють авторитетні міжнародні неурядові організації, такі, як «Міжнародна амністія» (англ. «Amnesty International»). У документах цієї організації термін визначається в такий спосіб:

Політичним в'язнем називається будь-який в'язень, у справі якого присутній вагомий політичний елемент. Ним можуть бути: мотивація дій в'язня, самі дії або причини, що спонукали владу відправити його за ґрати.
У багатьох країнах політичних в'язнів засуджують із порушенням міжнародних норм судочинства. У деяких країнах їх роками, навіть десятиліттями, тримають у попередньому ув'язненні без суду й слідства. МА вимагає, щоб всі політичні в'язні постали перед справедливим судом у розумний термін, відповідно до міжнародно визнаного права ув'язнених на швидкий і справедливий суд або негайне звільнення.
Коли кажуть «політичний в'язень», маються на увазі як в'язні совісті, так і особи, що вдалися до кримінально карного насильства, або звинувачені в здійсненні інших видів злочинів, наприклад, у вторгненні в приватні володіння або заподіянні збитку чужій власності за політичними мотивами. Однак МА вимагає негайного й беззастережного звільнення тільки для в'язнів совісті.

МА не користується терміном «політичний в'язень» для позначення якого-небудь особливого статусу затриманого або щоб показати, що рух має яку-небудь точку зору відносно політичних цілей ув'язненого. МА не виступає ні за, ні проти поглядів людей, на захист яких проводиться кампанія, а також ніяк не оцінює необхідність збройних дій у політичному конфлікті
«Міжнародна амністія» відрізняє політичних в'язнів у цілому від в'язнів совісті.
Парламентська асамблея Ради Європи надає наступне визначення терміну «політичний в'язень».
Особа, позбавлена особистої свободи, має вважатися «політичним в'язнем»:
1. якщо позбавлення волі було застосоване з порушенням одного з основних прав, гарантованих Європейською конвенцією з прав людини та Протоколами до неї, зокрема, свободи думки, совісті і релігії, свободи вираження поглядів та інформації, а також свободи зібрань та об'єднань;
2. якщо позбавлення волі було застосоване за явно політичних причин без зв'язку з будь-яким правопорушенням;
3. якщо з політичних мотивів тривалість ув'язнення та його умови явно не відповідають правопорушенню, у скоєнні якого особу підозрювали або визнали винною;
4. якщо з політичних мотивів особа позбавлена волі на дискримінаційній (у порівнянні з іншими особами) основі; або
5. якщо позбавлення волі є результатом очевидно несправедливого судового розгляду, що може бути пов'язаний з політичними мотивами влади"

Особи, позбавлені особистої свободи за вчинення терористичних злочинів, не вважаються політичними в'язнями, якщо судовий розгляд і ухвалення рішення судом за такі злочини були проведені відповідно до норм національного законодавства та Європейської конвенції з прав людини.

## Правозахисна діяльність у світі

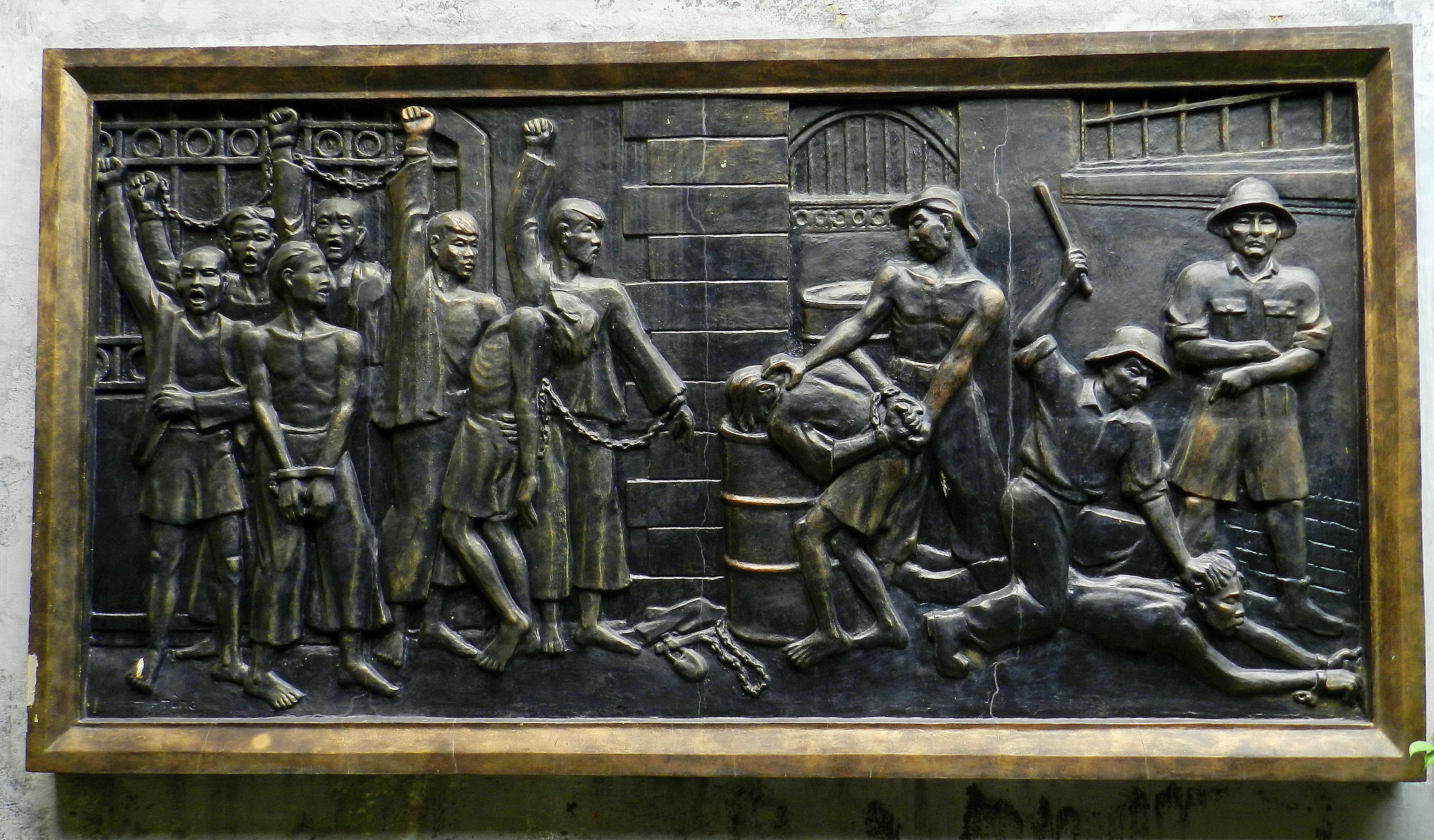
Барельєф у Ханої, що демонструє погане поводження з політв'язнями

Офіційне визнання наявності в тій або іншій державі політичних в'язнів припускає заява про порушення міжнародного права й політичної заангажованості судового й інших репресивних механізмів, тому в країнах, де порушуються права людини, використовують різні способи приховання правдивої або створення хибної інформації щодо причини переслідувань.
За доповідями, які готувала «Міжнародна амністія» до 2004, політичні в'язні були в десятках країн. Після 2004 року в цій організації проходять зміни суті діяльності. Термін «політичний в'язень» нею практично більше не використовується, при цьому офіційно заявлені причини зазнають значної критики за відхід від принципів захисту прав людини. Незважаючи на такі зміни в офіціозі, термін продовжує широко застосовуватися. Зокрема, ЗМІ застосовують цей термін до китайського активіста Яна Чунліня, засудженого до 5 років тюремного ув'язнення за участь у русі «Нам не потрібні Олімпійські ігри — дайте нам права людини!». У різних країнах ведуться списки політичних в'язнів.

## Російська імперія
У Російській імперії існував офіційний статус політичного в'язня. В XIX столітті статус політичного в'язня обумовлювався «Укладенням щодо покарання карних і виправних». Після Лютневої революції, 3 березня 1917 року Тимчасовий уряд прийняв декларацію, де серед інших пунктів був пункт про повну амністію всім політичним в'язням.

## СРСР
День політв'язня в СРСР
30 жовтня 1974 року в Дубровлазі політичними в'язнями К. А. Любарським і О. Г. Мурженко був підготовлений план зі встановлення 30 жовтня Дня політв'язня в СРСР. Ця ідея широко поширилася місцями позбавлення волі й у середовищі колишніх політичних в'язнів і правозахисників.
В 1991 р. цей день одержав назву «День пам'яті жертв політичних репресій». 30 жовтня 2006 ряд російських правозахисних і політичних організацій виступили із заявою про те, що перейменування в «День пам'яті» було зроблено передчасно через появу й швидкий ріст кількості політичних в'язнів у Росії.

## Білорусь
Станом на жовтень 2021 року було понад 800 політв’язнів (за даними «Вясни»). Деякі:
- Валерій Левоневський — білоруський політичний і суспільний діяч[8].
- Катерина Борисевич —  білоруська журналістка[9].

## Росія

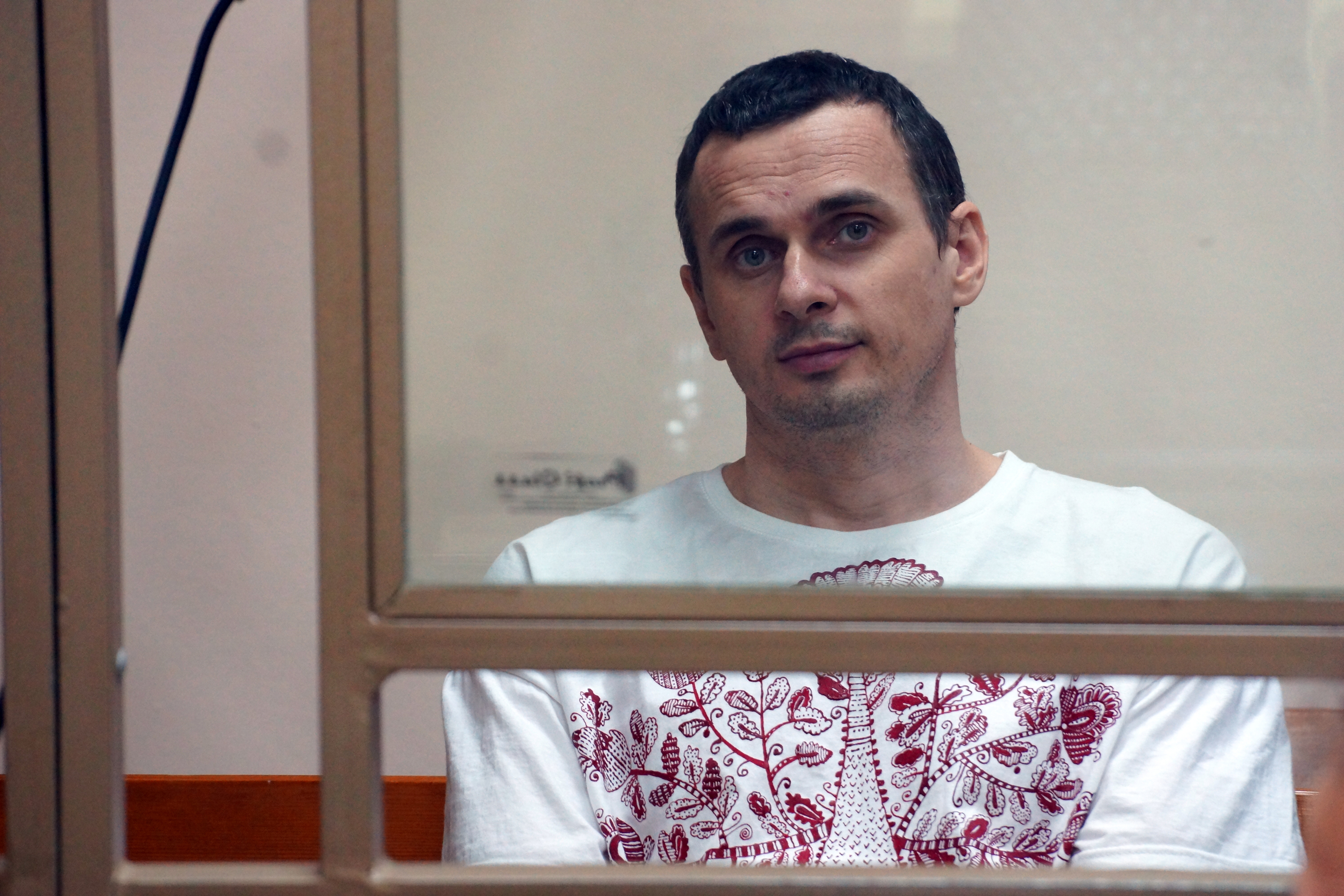
Олег Сенцов

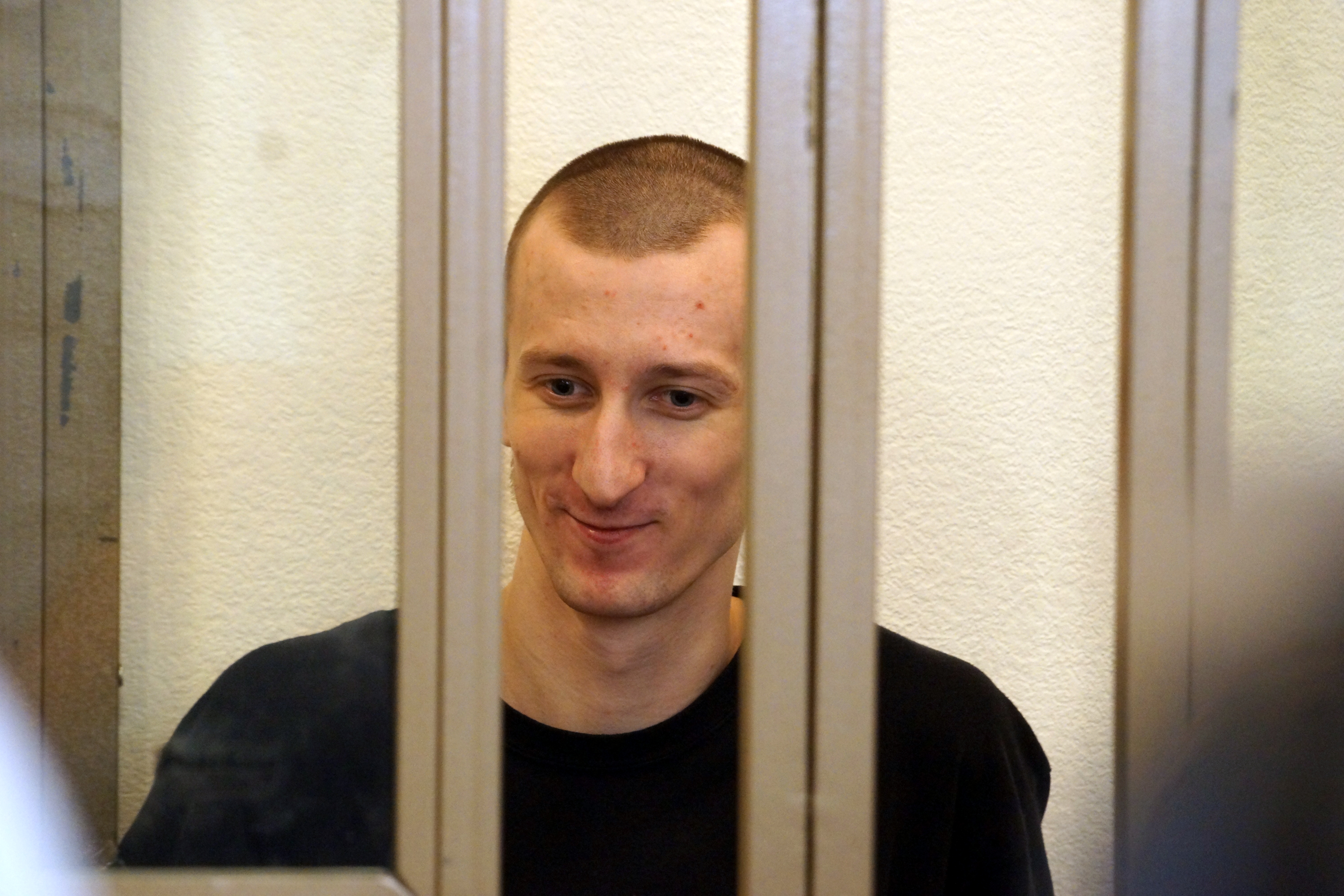
Олександр Кольченко

Ряд правозахисних організацій стверджують, що в Росії є політв'язні.
22 травня 2008 року група правозахисників звернулася до Президента Росії Д. А. Медведєву з відкритим листом, просячи помилування для 15 чоловік, яких вони вважають політв'язнями.
Звернення підтримали колишній президент Чехословаччини Вацлав Гавел, філософ Андре Глюксман, голова Федеральної політради Партії «Союз правих сил» Микита Бєлих і почесний член ПАРЄ, колишній депутат Бундестагу Рудольф Біндіг. У даний список, однак, не ввійшли десятки людей, засуджених до позбавлення волі, на думку деяких правозахисників, за політичними мотивами.

4 вересня 2013 в інтерв'ю Першому каналу Російського телебачення й агентству Associated Press В. Путін удавав, що не зрозумів питання про політично мотивовані арешти в Росії.
Я не знаю ніякого такого арешту, який вплинув би на хід виборчої кампанії в Росії, не було таких арештів. Або якщо когось за щось наші правоохоронні органи залучали, то в таких ситуаціях, як правило, дуже хороший спосіб захисту — галасувати: «Караул! Це політична справа!» Я таких щось навіть не знаю.
 Вернер Шульц, Депутат Європарламенту від фракції «Зелені — Європейський вільний альянс», яка висунула кандидатуру Михайла Ходорковського на премію Сахарова, назвав Ходорковського «найбільш видатним політичним в'язням у Росії і поборником демократичних реформ».
У грудні 2015 в Росії з'явився перший ув'язнений за мирні зібрання — Ільдар Дадін, засуджений на 3 роки за 4 мирні одиночні пікети.
Список українських політв'язнів у Російській Федерації та в Криму зараз[коли?] налічує кілька десятків людей, серед яких Олег Сенцов, Олександр Кольченко, Володимир Балух, Артур Панов, Роман Сущенко, Ільмі Умеров та інші.

## Україна

### Правління В. Януковича
З приходом до влади В. Януковича розпочинається хвиля арештів громадян в зв'язку з їхньою громадсько-політичною діяльністю. Великого резонансу набула Справа «васильківських терористів», арешт Юлії Тимошенко та її соратників, переслідування учасників Податкового майдану та багато інших справ.
2011 року було створено Комітет визволення політв'язнів, який неодноразово виступав із заявами щодо катувань Ігоря Мосійчука, Віталія Запорожця, Володимира Чмиря і багатьох інших.
Репресії досягли апогею в кінці 2013 — початку 2014 року, коли під час акцій Євромайдану у восьми регіонах країни були затримані 330 громадян, з них 175 осіб були взяті під варту.

### Революція гідності
Визволення політв'язнів режиму В. Януковича розпочинається лише після відсторонення В. Януковича від влади. 21 лютого 2014 року після трьох місяців протестів проти влади Верховна Рада України застосувала до національного законодавства положення статті 19 Конвенції ООН проти Корупції, згідно з якими була декриміналізована стаття, за якою засуджено Юлію Тимошенко. 22 лютого, не дочекавшись підпису Президента під цим законом, Верховна Рада прийняла Постанову «Про виконання міжнародних зобов'язань України щодо звільнення Тимошенко Ю. В.», підставі якої Тимошенко змогла залишити лікарню ЦКБ Укрзалізниці у Харкові приблизно о 17:00 год.
24 лютого Верховна Рада прийняла постанову № 4202 про негайне звільнення політичних в'язнів:
| - Віталій Запорожець; - Володимир Шпара; - Сергій Бевз; - Ігор Мосійчук; - Андрій Білецький; - Ігор Михайленко; - Віталій Княжеський; - Віталій Применко; | - Дмитро Павличенко; - Сергій Павличенко; - Антон Бойко; - Антон Шамов; - Дмитро Світанько; - Олександр Радолов; - Владислав Попович; - Рустам Уразгельдиєв; | - Сергій Ярмоленко; - Андрій Бондаренко; - Анатолій Попович; - Ігор Ганненко; - Віктор Смалій; - Олег Однороженко; - Андрій Наливайко. |

За постанову проголосували 316 народних депутатів. Ініціатор — позафракційний депутат Олег Ляшко.

### 2015
Проблема політв'язнів актуалізувалася в Україні у 2015 році на тлі боротьби із корупцією та контрабандою, а також «Мінських домовленостей» та, відповідно, Закону «Про особливий порядок місцевого самоврядування в окремих районах Донецької та Луганської областей», що передбачає, зокрема, «недопущення кримінального переслідування, притягнення до кримінальної, адміністративної відповідальності і покарання осіб — учасників подій на території Донецької, Луганської областей».
Так, у липні 2015 після інциденту в Мукачеві із заявами про політичні переслідування своїх членів виступив ДУК «Правий сектор». На початку вересня 2015 у трагічних наслідках акцій протесту проти прийняття змін до Конституції України влада звинувачує активістів ВО «Свобода», і після арешту Юрія Сиротюка про політичні переслідування починає говорити також і ВО «Свобода».
Разом з тим Комітет визволення політв'язнів станом на 11 вересня 2015 перелічує 64 ув'язнені особи, з яких 52 — «в'язні нового режиму». Значна частина з ув'язнених цього списку — бійці АТО, зокрема ДУК «Правий сектор», батальйонів «Торнадо», «Айдар», «ОУН», маріупольські в'язні арештовані разом із «Равликами» тощо.
З травня 2015 року в ув'язненні знаходиться Андрій Романюк [Архівовано 4 травня 2021 у Wayback Machine.] (Воробєй) — майданівець та учасник українсько-російської війни [Архівовано 21 жовтня 2016 у Wayback Machine.]. Кримінальна справа, яка відкрита проти нього і судовий процес характеризуються значними порушеннями та фальсифікаціями [Архівовано 4 травня 2021 у Wayback Machine.]. В Революції Гідності він брав участь у віці 15 років [Архівовано 21 жовтня 2016 у Wayback Machine.], на передову пішов в 16 [Архівовано 7 травня 2016 у Wayback Machine.]. За ґратами станом на жовтень 2017 року, 19-річний хлопець перебуває 30 місяців. Комітетом визволення політв'язнів визнаний політв'язнем режиму [Архівовано 5 березня 2016 у Wayback Machine.].

## Обмін політичними в'язнями
Трапляється, що керівництва двох країн взаємно обвинувачують один одного у фізичному переслідуванні політичних супротивників і триманні їх під вартою (у в'язницях або таборах). У цьому разі можливий обмін політв'язнів, і обміняні в'язні виходять на волю. Найвідомішим випадком обміну політв'язнями був обмін Луїса Корвалана на Володимира Буковского

 в грудні 1976 року.
5 жовтня 1986 р., напередодні зустрічі М. Горбачова й Р. Рейгана в Рейк'явіку, в обмін на арештованого в США радянського розвідника був висланий у США й позбавлений радянського громадянства Юрій Орлов
.
Такі обміни пропонуються й у XXI столітті.